# Haitianisch-südkoreanische Beziehungen
Die haitianisch-südkoreanischen Beziehungen beschreiben das bilaterale Verhältnis zwischen der Republik Haiti einerseits und der Republik Korea andererseits.
Die im Jahr 1804 von Frankreich unabhängig gewordene Republik Haiti und das 1948 entstandene Südkorea unterhalten seit dem 22. September 1962 diplomatische Beziehungen.
Südkorea richtete 1985 eine Botschaft in Haiti ein, die jedoch 1992 wieder geschlossen wurde. Haiti hatte von 1983 bis 1993 eine Botschaft in Südkorea. Zunächst war nach Schließung der südkoreanische Botschafter in Venezuela in Haiti nebenakkreditiiert. Inzwischen ist der Botschafter Südkoreas in Santo Domingo in Haiti nebenakkreditiert. Südlorea hat ferner einen Honorarkonsul in Haiti bestellt. Haiti nimmt die Beziehungen zu Südkorea von seiner Botschaft in Japan aus wahr.
Im Mai 2024 sprach das südkoreanische Außenministerium angesichts der Krise in Haiti eine Riesewarnung der höchsten Stufe für Haiti aus.
Haiti ist Mitglied der Organisation Amerikanischer Staaten (OAS), bei der Südkorea den Status eines ständigen Beobachters hat.
Nach dem verheerenden Erdbeben in Haiti 2010 beteiligte sich Südkorea finanziell mit 1 Mio. US-Dollar an den internationalen Hilfsmaßnahmen. Nach den Verwüstungen, die der Hurrikan Matthew im Jahr 2016 verursacht hatte, half Südkorea mit einem Betrag von 500.000 US-Dollar.
Im April 2010 besuchte der Außenminister Südkoreas, Yu Myung-hwan, Haiti. Im Oktober 2011 erwiderte der haitianische Außenminister Laurent Lamothe den Besuch. Der haitianische Bildungsminister Nesmy Manigat besuchte Südkorea im Mai 2015.
Im Januar 2025 erklärte das Kinderhilfswerk der Vereinten Nationen (UNICEF), dass Südkorea 6 Mio. US-Dollar für humanitäre Nothilfemaßnahmen in Haiti zur Verfügung gestellt hat.
Der Austausch von Waren und Dienstleistungen zwischen beiden Ländern lag im Jahr 2023 bei einem Wert von 44,3 Mio. US-Dollar. Dabei handelte es sich fast ausschließlich um Lieferungen aus Südkorea nach Haiti, Südkorea engagierte sich wirtschaftlich bei dem Ausbau des Industrieparks Caracol im Nordosten Haitis.